# Pierre-François Verhulst
Pierre-François Verhulst [vəɾˈhʏlst] (28 de octubre de 1804 en Bruselas; 15 de febrero de 1849, también en Bruselas) fue un matemático belga. Hoy en día se le conoce principalmente como el descubridor de la función logística o "curva en forma de S".

## Biografía y obra
Verhulst comenzó a estudiar primeramente filología clásica en Bruselas, se orientó luego al estudio de las matemáticas en Gante, donde obtuvo su grado de doctor en 1825. Como estudiante obtuvo dos premios por sus trabajos sobre cálculo de variaciones. Más tarde publicó artículos en otras áreas, como la teoría de números y la física.
En 1829 Verhulst publicó, en conjunto con Quételet, una traducción al francés de la obra de John Herschel Theory of Light. En este tiempo Verhulst se dedicaba por períodos a su compromiso político. Así, durante una estadía en Roma en 1830 intentó convencer al papa de darle una constitución al estado eclesiástico. También se motivó por la actividad política durante la revolución belga de 1830 y la invasión neerlandesa de 1831.
En 1835 Verhulst asumió un cargo en la Université Libre de Bruxelles y en 1840 lo llamaron para trabajar como docente en la "Escuela Militar Real de Bélgica" (fr:École royale militaire, nl: Koninklijke Militaire School, una academia de educación superior universitaria del ejército belga)
Su interés en la teoría de las probabilidades se despertó a través de un nuevo juego de lotería. Sin embargo, con el apoyo de Adolphe Quételet, pronto comenzó a aplicarla a las áreas de la economía política y las estadísticas demográficas, las que por aquella época entraban en auge a través de los trabajos de Thomas Robert Malthus.
Su modelo matemático del crecimiento de la población, presentado en 1838 estaba basado en las estadísticas disponibles y complementaba la teoría del crecimiento exponencial (o de la progresión geométrica) a través de términos que expresan los factores que frenan del crecimiento. Continuó desarrollándolo y publicó su trabajo finalmente en 1845. Desde los años 1970, el modelo ha vuelto a recibir gran atención como un ejemplo importante de la teoría del caos (véase ecuación logística).
Su obra principal es en realidad el  Traité des fonctions elliptiques (1841) con la que fue aceptado unánimemente como miembro de la Academia Real de Bélgica. En 1848 asumió el cargo de Presidente de esta academia.

## Obras (selección)
- Verhulst, Pierre-François (1841), Traité élémentaire des fonctions elliptiques, Bruselas: Hayez.
- Verhulst, Pierre-François (1838), Notice sur la loi que la population poursuit dans son accroissement, Corresp. Math. Phys. 10, pp. 113-121.
- Verhulst, Pierre-François (1845), Recherches mathématiques sur la loi d'accroissement de la population, Mémoires de l'Académie Royale des Sciences, des Lettres et des Beaux-Arts de Belgique 18, Bruselas, pp. 1-42.
- Verhulst, Pierre-François (1847), Deuxième mémoire sur la loi d'accroissement de la population, Mémoires de l'Académie Royale des Sciences, des Lettres et des Beaux-Arts de Belgique 20, Bruselas, pp. 1-32.